# Xavier García Gadea
Xavier García Gadea (ur. 5 stycznia 1984) – hiszpański i chorwacki piłkarz wodny. W barwach Chorwacji srebrny medalista olimpijski z Rio de Janeiro.
Zawody w 2016 były jego czwartymi igrzyskami olimpijskimi, w poprzednich trzech - w 2004, 2008 i 2012 - reprezentował Hiszpanię. Z Hiszpanią był m.in. srebrnym medalistą mistrzostw świata w 2009 i brązowym w 2007. Na mistrzostwach Europy w 2006 sięgnął po brąz. Od 2010 był zawodnikiem klubów chorwackich i przed igrzyskami olimpijskimi w 2016 zaczął reprezentować ten kraj. W składzie z nim 2017 Chorwaci zdobyli również tytuł mistrzów świata, w 2019 zajęli trzecie miejsce. Na mistrzostwach Europy w 2018 sięgnął po brąz.